# Corticaria rotundipennis
Corticaria rotundipennis là một loài bọ cánh cứng trong họ Latridiidae. Loài này được Johnson miêu tả khoa học năm 1976.